# Telebasis isthmica
Telebasis isthmica – gatunek ważki z rodziny łątkowatych (Coenagrionidae). Występuje na terenie Ameryki Środkowej.